# Вителот
Витело́т (фр. 'Vitelotte', или 'Vitelotte Noire'), также называемый Негритянка (фр. Négresse), Китайский трюфель (фр. Truffe de Chine) или Синий французский трюфельный картофель (нем. Blaue französische Trüffelkartoffel)) — сорт картофеля.

## Описание
Клубни имеют тёмную-фиолетовую, почти чёрную кожицу и тёмно-фиолетовую мякоть благодаря высокому содержанию антоцианов; продолговатой формы, как правило, не более 10 сантиметров в длину. Средний вес одного клубня около 70 граммов. Картофель сохраняет свой цвет при кулинарной обработке. Клубни имеют толстую кожицу и следовательно обладают хорошей лёжкостью. Мякоть считается диетической и содержит высокую концентрацию антиоксидантов. Из-за большого содержания крахмала сильно разваривается, идеально подходит для приготовления картофельного пюре, которое будет иметь насыщенный сиреневый цвет. 
Растения созревают поздно и по сравнению с современными сортами имеют довольно низкую урожайность, в связи с чем практически не выращивается промышленно, возделывается в частных хозяйствах и небольшими объёмами с использованием ручного труда. По этой причине цена на этот сорт выше, чем на другие, в несколько раз.

## История
Происхождение сорта точно неизвестно. Предположительно он родом из Южной Америки, из таких стран, как Перу и Боливия, где до сих пор широко распространён.
Слово Вителот французское и впервые упоминается в 1812 году. Оно происходит от слова vit (устаревшей формы от verge − половой член) за сходство формы клубней и французского суффикса -elotte. В Записках о сельском хозяйстве (Mémoires d’agriculture), изданных в Париже в 1817 году Королевским обществом сельского хозяйства, вителот приводится как один из шести сортов картофеля, известных на рынках Парижа.
Александр Дюма особенно любил этот сорт. Он писал в своей книге Grand dictionnaire de cuisine, что «лучший из всех (сортов картофеля), несомненно, фиолетовый, известный в Париже как вителот».

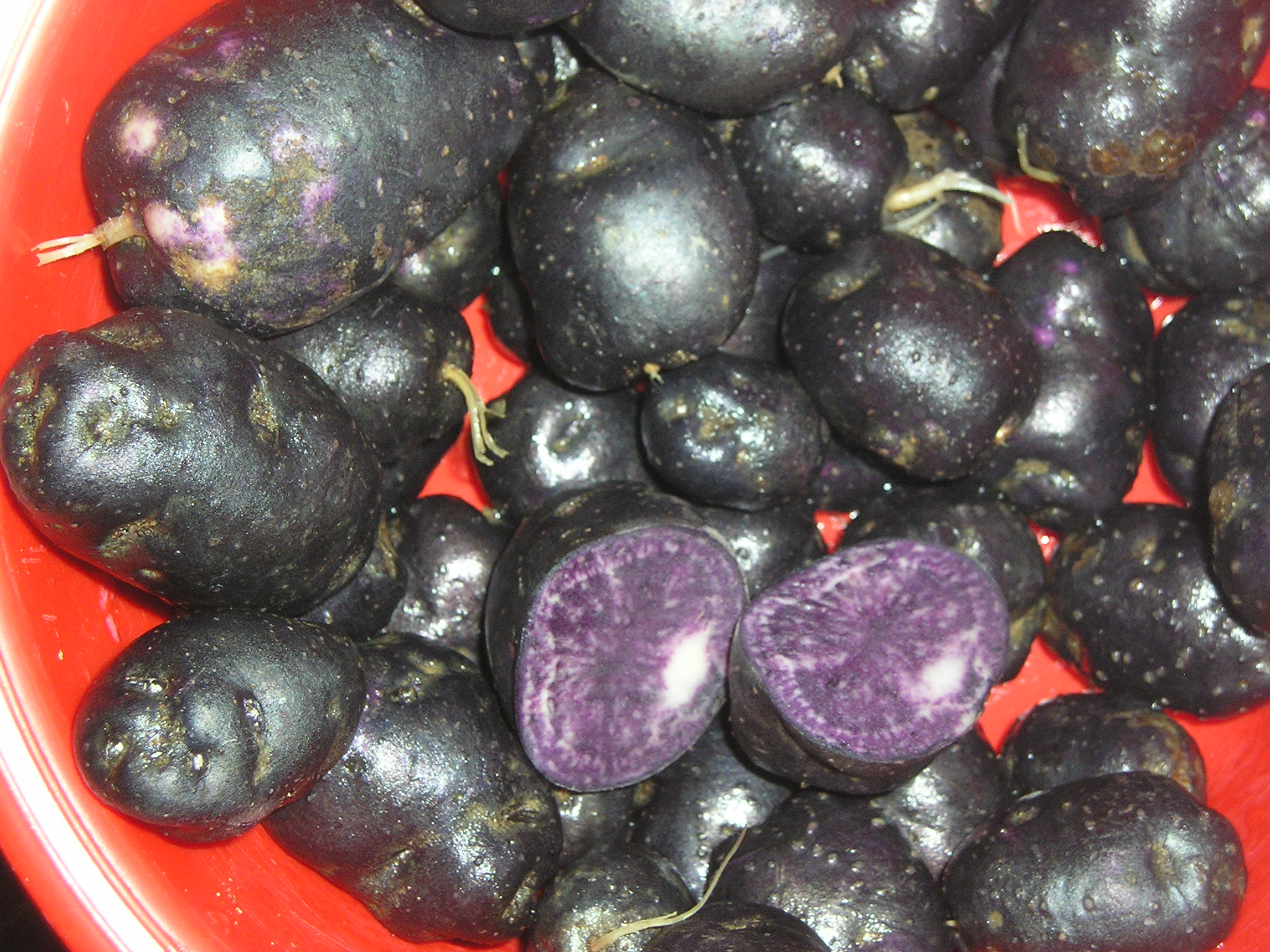
Целые клубни и в разрезе
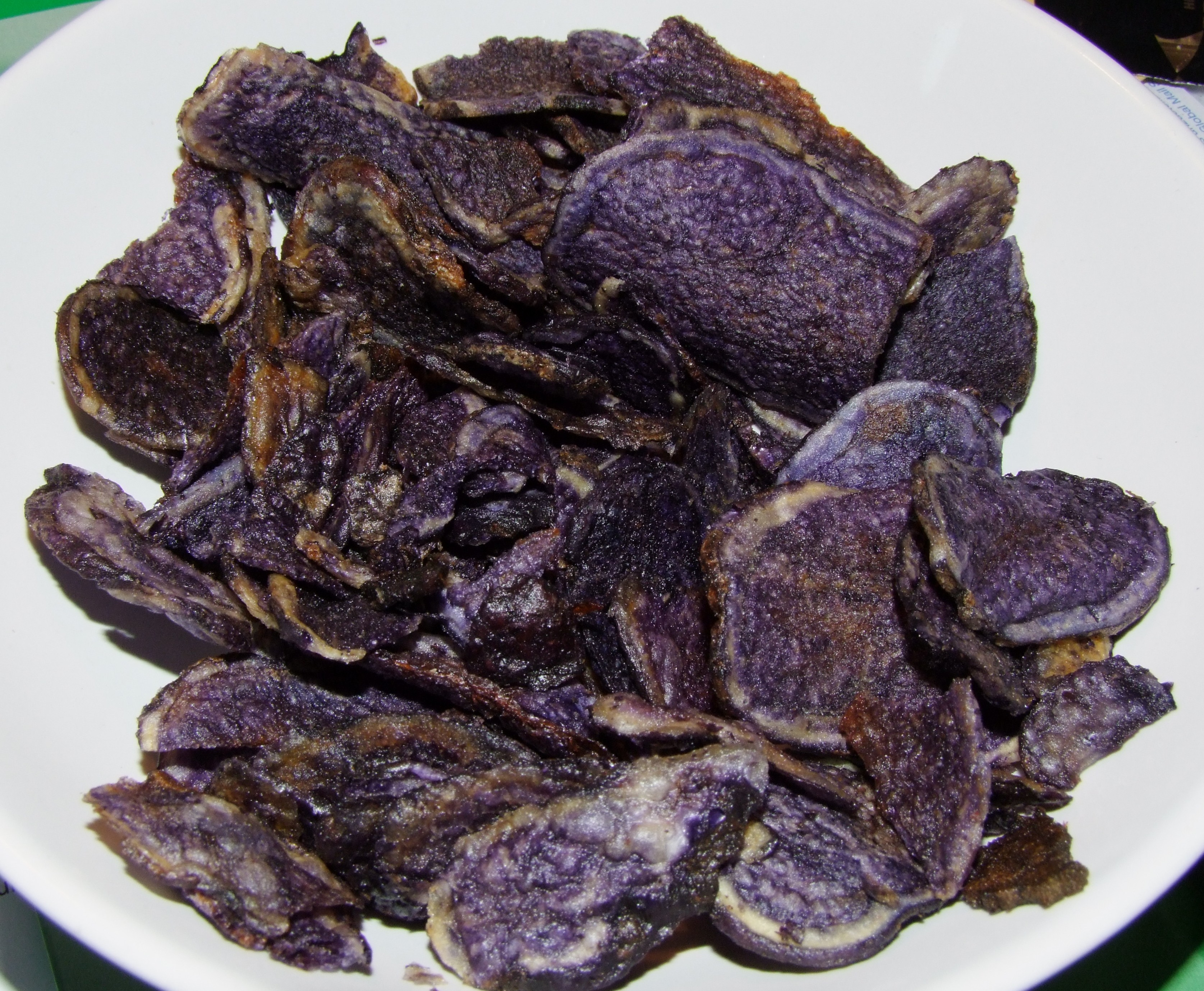
Чипсы из Вителота
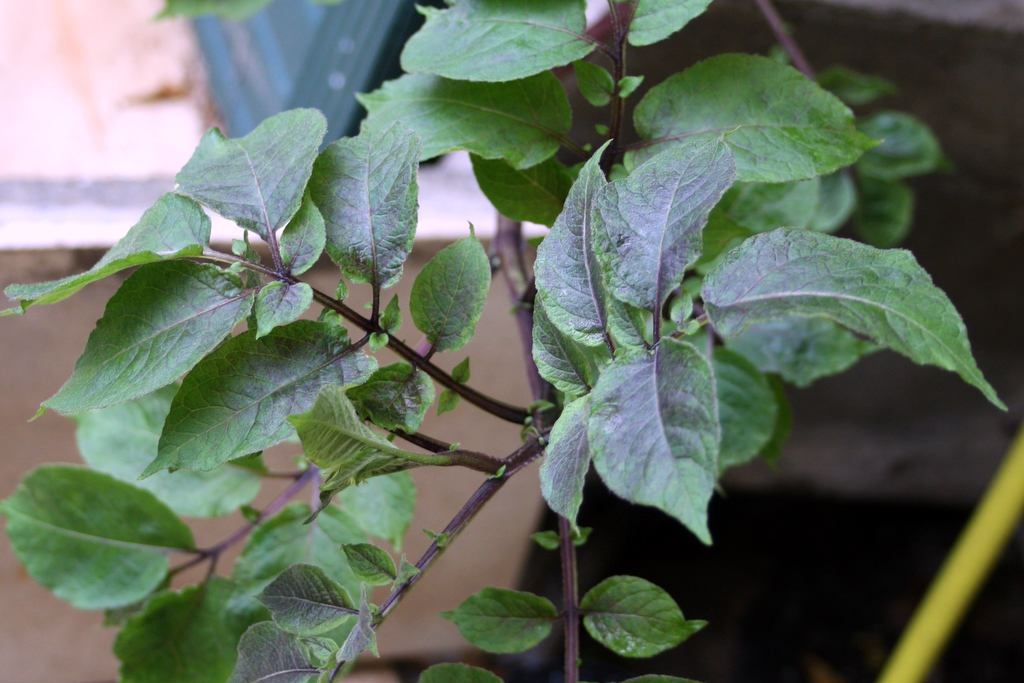
Стебли и листья у молодых растений также имеют фиолетовый окрас, но с возрастом начинает доминировать зелёный цвет
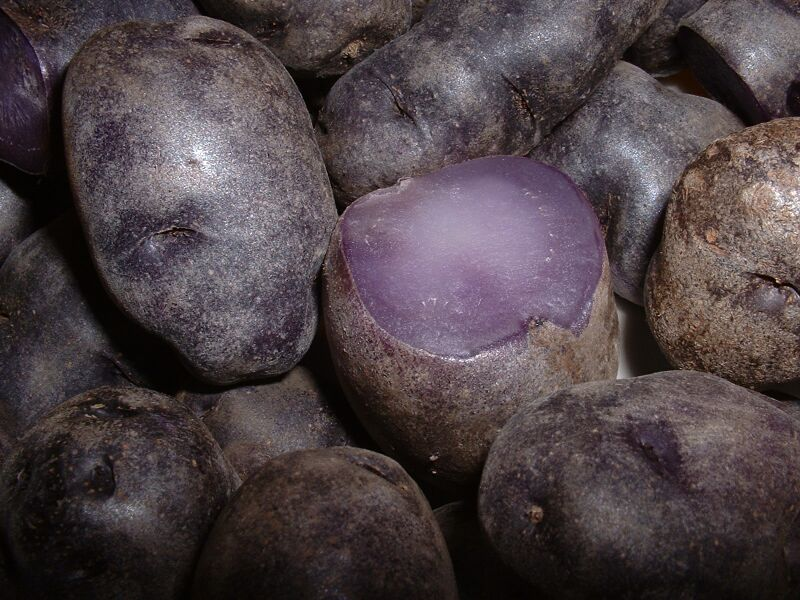
Вителот в мундире